# 人民先锋党 (哥斯达黎加)
人民先锋党（西班牙語：Partido Vanguardia Popular，缩写为PVP）是哥斯达黎加的一个共产主义政党。
该党成立于1931年，当时取名为工农党；不久，更名为哥斯达黎加共产党；1943年，受白劳德主义影响，改用现名。该党在1930年代—1940年代一度是哥斯达黎加议会第二大党。在1948年哥斯达黎加内战期间，人民先锋党支持哥斯达黎加政府军抵挡民族解放军，但被击败。1949年，该党被哥斯达黎加当局宣布为非法。1970年，该党才得以重新参加选举。1984年，该党发生严重分裂，分裂出哥斯达黎加人民党。
该党是共产党和工人党国际会议和圣保罗论坛的成员。